# Krakowska Miejska Kolej Elektryczna
Krakowska Miejska Kolej Elektryczna S.A. (KMKE) – nazwa spółki utworzonej przez Gminę Miasta Krakowa, zajmującej się komunikacją miejską w Krakowie, powstałej w latach 1928–1929 w wyniku fuzji z Krakowską Spółką Tramwajową.

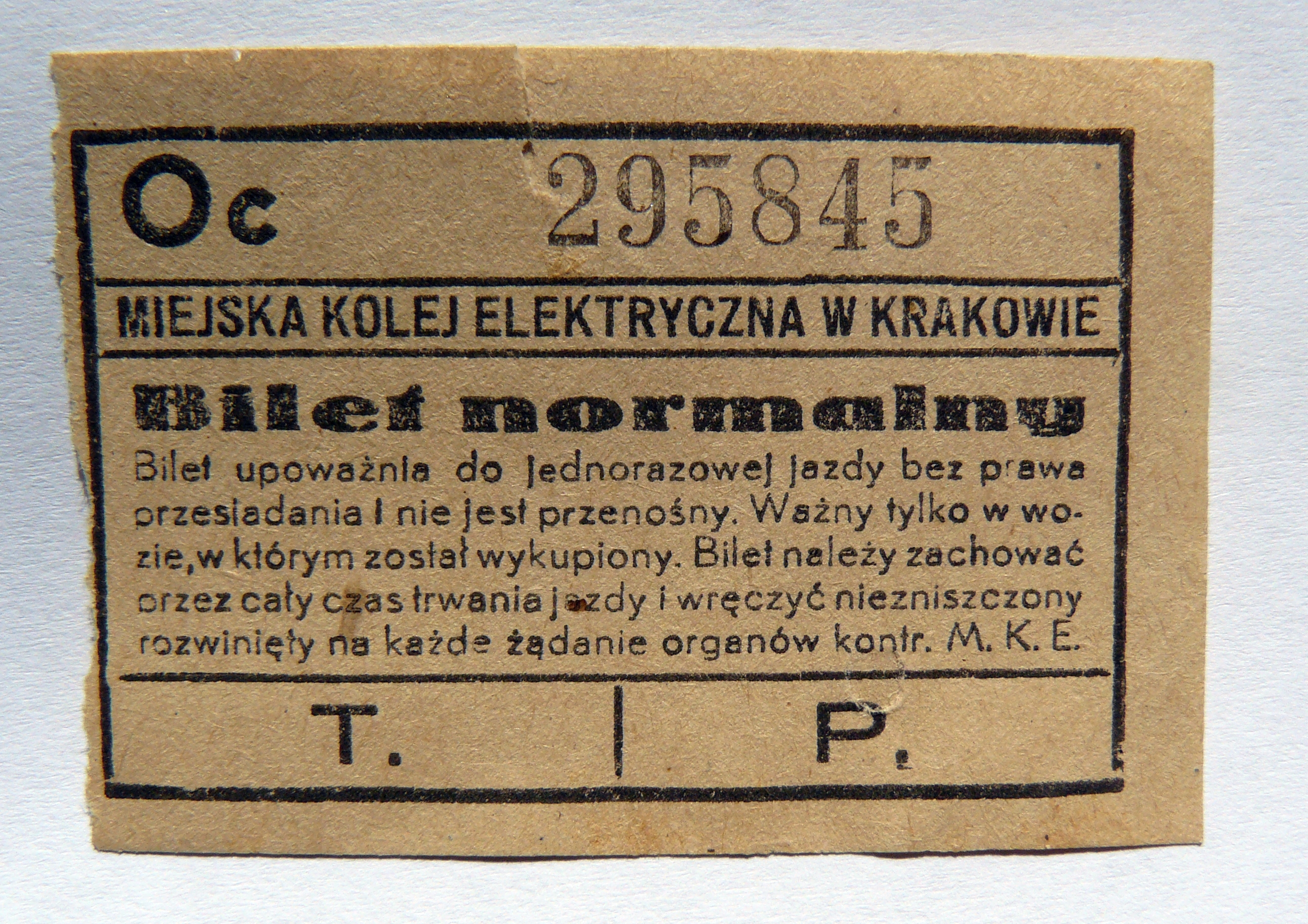
bilet tramwajowy Miejskiej Kolei Elektrycznej w Krakowie

Zlikwidowana jako spółka i upaństwowiona przez władze okupacyjne w 1940 r., odtąd pod nazwą Städtische Strassenbahn Krakau, która na powrót stała się własnością miejską po ustąpieniu Niemców w 1945 r., przy czym nie wrócono już do statusu spółki akcyjnej. Nie później niż w 1946 r. zmieniła nazwę na Miejską Kolej Elektryczną (MKE). W latach 1949–1950 nastąpiło upaństwowienie firmy jako MPK. 17 stycznia 1927 roku na ulice wyjechał pierwszy autobus należący do KMKE.
Spółka funkcjonowała w trudnym okresie – początkowo kryzysu gospodarczego na świecie, a później II wojny światowej. Rozwój krakowskiej komunikacji był wówczas mocno spowolniony, choć powstawały nowe torowiska i kupowano nowe pojazdy.